# Brent Van Moer
Brent Van Moer (Beveren, Bélgica, 12 de janeiro de 1998) é um ciclista belga que milita na equipa Lotto Soudal.

## Palmarés
- 2018
  - 2.º no Campeonato Mundial Contrarrelógio sub-23 [1]

- 2019
  - 1 etapa do Triptyque des Monts et Châteaux

- 2021
  - 1 etapa do Critério do Dauphiné

## Resultados em Grandes Voltas
| Corrida | Corrida         | 2019 | 2020  | 2021 |
| ------- | --------------- | ---- | ----- | ---- |
|         | Giro d'Italia   | —    | —     | —    |
|         | Tour de France  | —    | —     | 65.º |
|         | Volta a Espanha | —    | 100.º | —    |

—: não participa
Ab.: abandono

## Equipas
- Lotto Soudal (stagiaire) (08.2018-12.2018)
- Lotto Soudal[2] (06.2019-)